# Norrsjön (Hammars socken, Närke)
Norrsjön är en sjö i Askersunds kommun i Närke och ingår i Motala ströms huvudavrinningsområde.